# Autonova
Autonova war ein 1964 in Bad Wurzach gegründetes Projekt des Motorjournalisten Fritz B. Busch zur Entwicklung zweckbetonter Automobile. Verwirklicht und auf der IAA 1965 vorgestellt wurden der Prototyp „Autonova fam“, ein Vorläufer des Minivans, und der Sportwagen „Autonova GT.“

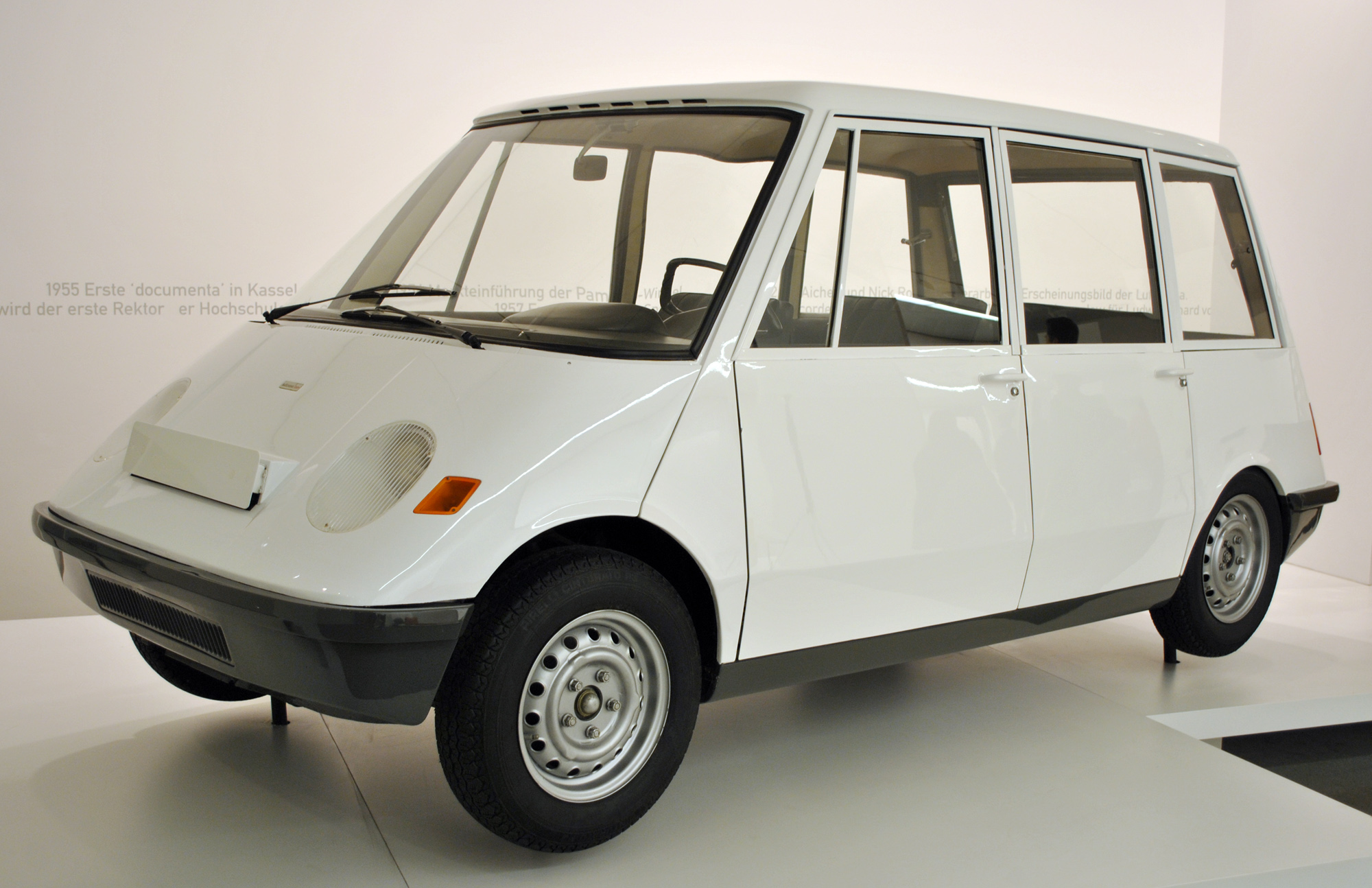
Autonova fam

## Entwicklung des Projekts

### Vorgeschichte
Der Automobiljournalist Fritz B. Busch zog Anfang der 1960er Jahre in den Landkreis Ravensburg und kam dort mit der nahegelegenen HfG Ulm in Kontakt. Er vertrat die Ansicht, es würden zu viele veraltete Automobilkonstruktionen verkauft. „Was sind nicht schon für Autos gekauft worden“, schrieb er, „nur weil sie einen guten Wiederverkaufswert haben! Millionen Autos, die zu eng, zu unpraktisch, schlecht belüftbar und schlecht beheizbar sind. Die Karosserie voll guter Einfälle ist in unserem Land so rar geworden, weil unsere Käufer keine Einfälle mehr haben. Sie verlangen nichts von ihrem Auto, außer, dass es einen hohen Wiederverkaufswert und Prestige hat. Als möglichst gute Lösung des Problems Raum auf Rädern betrachten sie es nicht. Das ist sehr schade.“
Davon hörten die Absolventen der Hochschule, Pio Manzù und Michael Conrad, die beide mit dem Schwerpunkt Produktdesign studiert hatten, und nahmen 1964 Kontakt auf. Busch äußerte später: „Die zwei, Pio Manzù und Michael Conrad, waren der Ansicht, dass ich in die richtige Richtung dachte, und brachten selber ein paar Ideen mit. Wir setzten uns zusammen und beschlossen: Wir bauen’s!“ Anfang 1965 gründeten die drei gemeinsam Autonova.

### Unternehmensaktivitäten
Autonova sollte Design mit den neusten Erkenntnissen über Materialien – speziell Kunststoffe – und Fertigungstechnik verbinden. Das fand sowohl in der italienischen wie auch in der deutschen Automobilindustrie Beachtung. Dabei war Busch mit seinen Kontakten zur Industrie vor allem für die Beschaffung von Sponsoren und Fahrzeugkomponenten zuständig.

### Studien
Autonova entwickelte zwei Studien. Durch Pirelli finanziert konnte von beiden jeweils ein Prototyp bei der Carrozzeria Sibona-Basano in Turin gebaut und auf der IAA 1965 ausgestellt werden.

#### Autonova fam

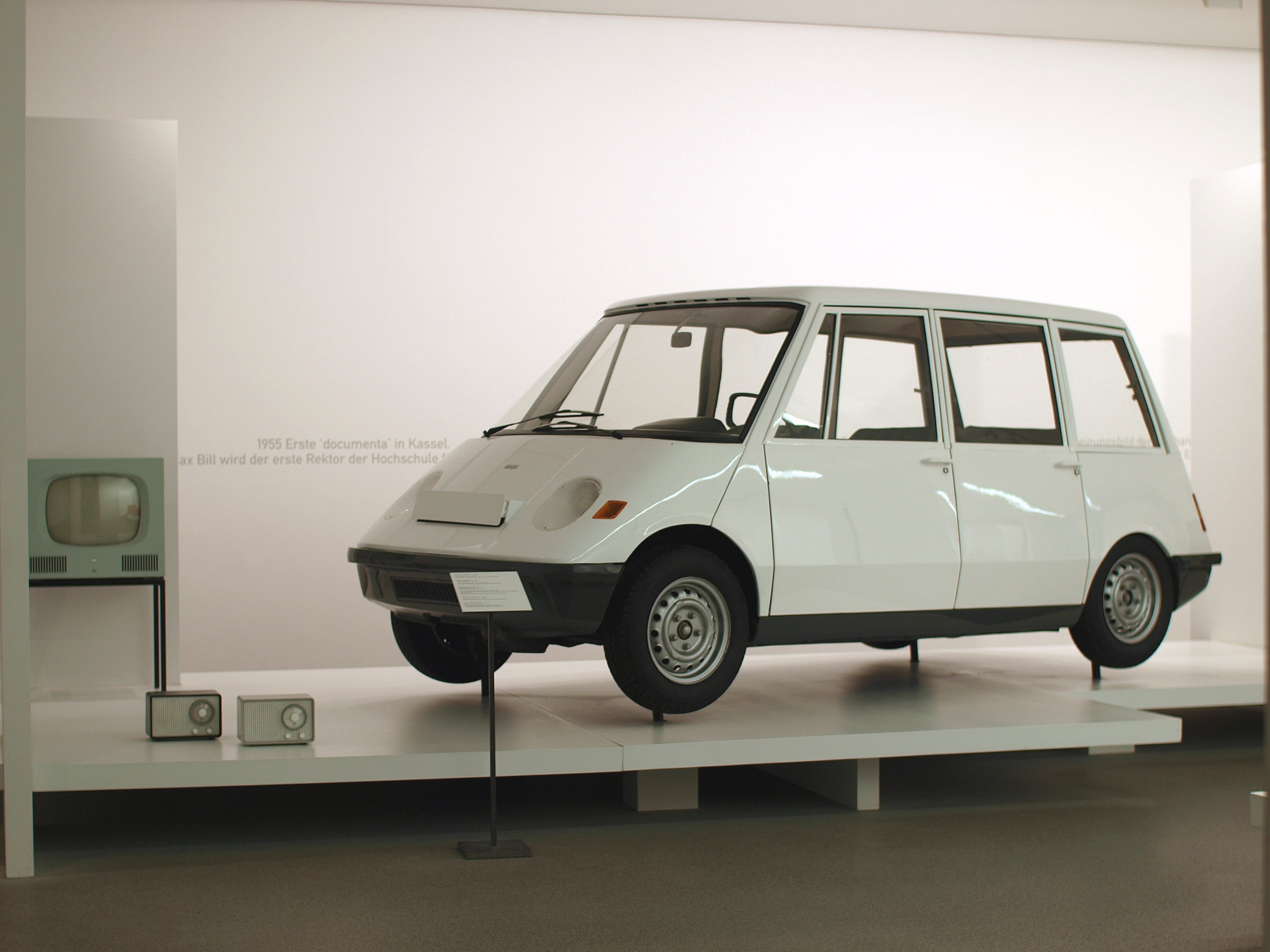
Autonova fam in der Pinakothek der Moderne

Besondere Aufmerksamkeit fand der Autonova fam, ein familienfreundlicher Wagen mit fünf Sitzplätzen, 750 kg Leergewicht, 3,50 m Länge und 1,50 m Höhe wie auch Breite. Rückblickend lässt sich der Wagen als Minivan bezeichnen, diesen Begriff gab es seinerzeit aber noch nicht.
Der fam hatte das Fahrwerk und den 60-PS-Motor des Glas 1304. Beides stellte der Hersteller auf Bitten von Busch zur Verfügung. Ein automatisches Getriebe sollte bequemes Fahren in der Stadt ermöglichen. Je nach Quelle war es die Variomatic von DAF oder ein automatisch schaltendes vollsynchronisiertes Vierganggetriebe; möglicherweise wurde im Laufe der Entwicklung des Wagens mit beiden Lösungen experimentiert. Der Wendekreis betrug lediglich 8,50 m und die Lenkung war variabel übersetzt, sie wurde von der Mittellage ausgehend mit zunehmendem Radeinschlag immer direkter. Dadurch brauchte der Fahrer den Lenker, kein übliches Lenkrad, sondern ein fast trapezförmiges Element mit der Nabe an der unteren Linie, von Anschlag zu Anschlag nur 280° drehen. Auch die Bedienung des Wagens war ungewöhnlich: Im Fußraum befand sich lediglich das Bremspedal, statt eines Gaspedals gab es einen Knopf am Lenkrad.
Die Karosserie entstand mit Unterstützung von BASF und baute auf einer Bodengruppe aus glasfaserverstärktem Kunststoff (GFK) auf; auch die Stoßstangen waren aus Kunststoff. Die Kofferraumklappe öffnete zweigeteilt, die Scheibe schwenkte nach oben, der untere Teil nach unten. Die Belüftung war ungewöhnlich ausgelegt, der Lufteinlass befand sich nämlich oberhalb der Windschutzscheibe, was für eine gleichmäßige und zugfreie Luftverteilung sorgen sollte. Die Sitze konstruierte Recaro eigens für den fam und das einzige Instrument, wie es im Prospekt abgebildet war, hatte VDO entworfen. Es war aber nur eine Attrappe, so dass mit der Zulassung des Wagens die Instrumenteneinheit vom Glas 1700 übernommen werden musste.
Der fam ist heute in der Pinakothek der Moderne ausgestellt.

#### Autonova GT

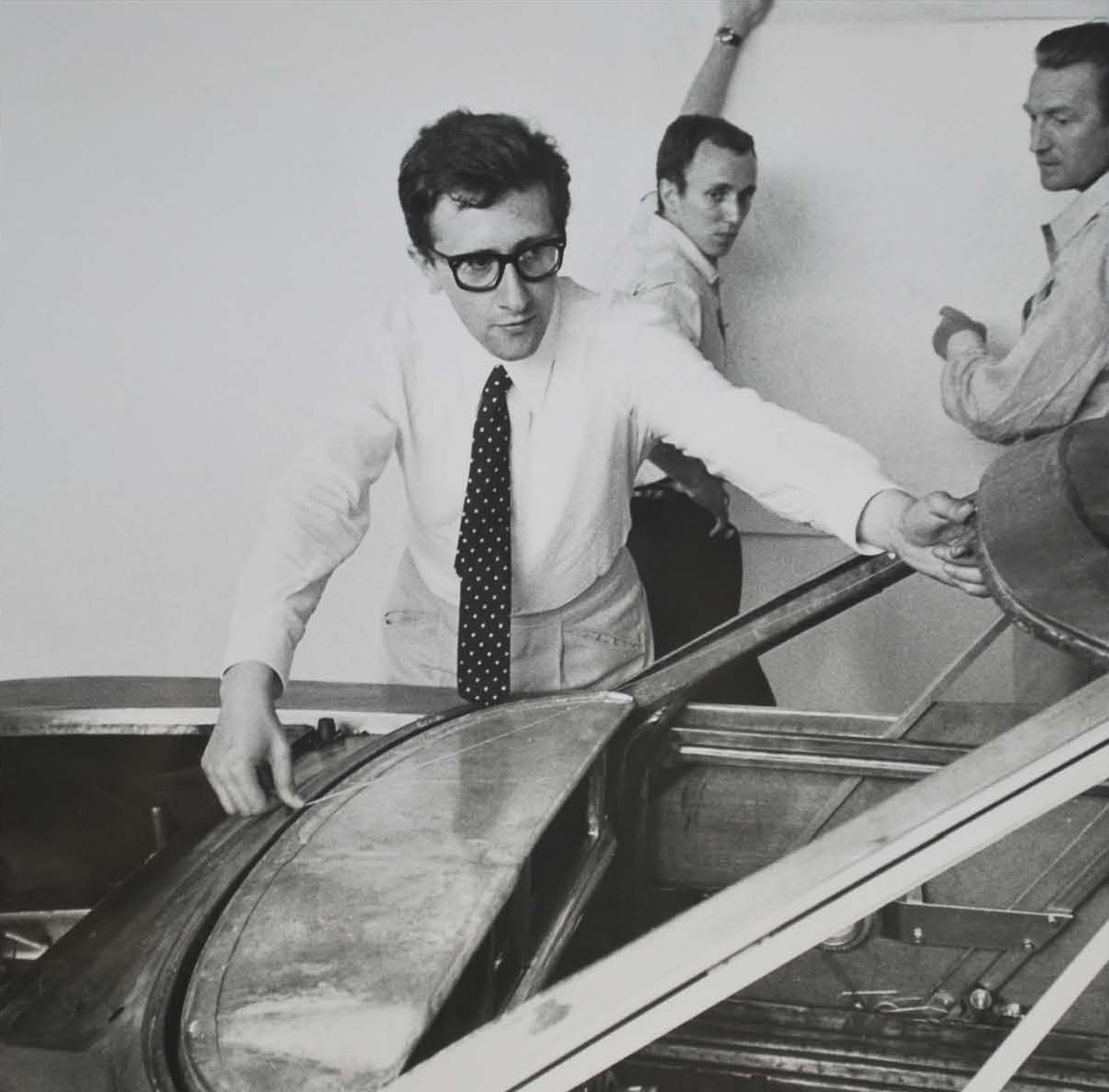
Pio Manzù um 1964 bei Arbeiten am Autonova GT

Für den zweisitzigen Sportwagen Autonova GT hatte NSU Teile vom NSU 1000 TT und NSU Ro 80 bereitgestellt. Der im Heck des GT eingebaute Motor war bereits der auf 1085 cm3 Hubraum vergrößerte Vierzylinder des kommenden NSU 110 mit 53 PS. Der GT sollte zeigen, dass sich mit wenig Aufwand ein schneller Sportwagen bauen lässt. So war seine Karosserie einfach gehalten. Es gab nicht einmal integrierte Scheinwerfer, stattdessen waren zwei Rundscheinwerfer aufgesetzt. Die trotzdem aerodynamisch günstige Form führte aber zu einer Höchstgeschwindigkeit von 167 km/h gegenüber lediglich 148 km/h des NSU 1000 TT. Die Gestaltung hatte allerdings zur Folge, dass Bundespräsident Heinrich Lübke anlässlich eines Rundgangs auf der IAA 1965 beim Anblick des Fahrzeugs nur den Kopf schüttelte. Ein Spiegel-Artikel kritisierte, der Wagen sehe von hinten aus wie ein Sarg mit Schaufenster.
Der Autonova GT war mit 735 kg geringfügig schwerer, mit 3,75 m in etwa so lang und mit 1,50 m so breit wie ein NSU 1000 TT, aber mit 1,20 m wesentlich niedriger. Er hatte gegenläufige Scheibenwischer und eine Heckscheibe, die gleichzeitig Kofferraumklappe war. NSU war einer Serienproduktion zunächst nicht abgeneigt, die NSU-Techniker befanden auf der Ausstellung dann aber, dass der Wagen zu viele Konstruktionsmängel habe.

### Ende
Für beide Prototypen fanden sich keine Geldgeber, um eine Serienfertigung zu beginnen. Busch sagte rückblickend dazu: „Nach der IAA hab ich noch ein Jahr lang gekämpft und es dann aufgegeben.“ Nach seiner Überzeugung war der Autonova „historisch der erste wirkliche Van“, und weiter sagte er: „Da war schon alles dran und drin, was einen heutigen Van auszeichnet, fünf Türen und vielseitig wandelbare Sitze zum Beispiel. Aber er kam zu früh, die Welt verstand ihn noch nicht. Die Käufer wollten in Chrom schwelgen und Krönchen im Sitzpolster. Man darf seiner Zeit eben nie zu weit voraus sein.“
1967 – nach der Autonova-Zeit – war Michael Conrad Mitbegründer von Delta-Design, ein Design- und Entwicklungsbüro in Stuttgart, das mehrere Automobile mit Kunststoffkarosserie entwickelte. Pio Manzù ging als Designer zum Centro Stile Fiat.